# Східні Чалук'ї
Східні Чалук'ї (інша назва Венга) (తూర్పు చాళుక్యులు) — династія, що правила у південно-східній частині Індостану у 624–1189 роках. Боролася за владу з державами Раштракутів, Західні Чалук'їв, Гангів, Чолів. У 1189 році внаслідок династичних угод об'єдналася із державою Чола.

## Історія
У 616 році Пулакешин II з династії Чалук'я підкорив державу Вішнукундіну (сучасний штат Андхра-Прадеш). Віце-королем переможець призначив свого брата Кубджу-Вішну-вардхана. Поступово останній став майже незалежним володарем. Його син Джаясімха I у 642 році після загибелі Пулакешина II здобув незалежність. Поступово влада Східних Чалук'їв поширилася на Андхру та частину Калінги.
Здебільшого територія цієї династії протягом усього часу її існування залишалася незмінною. Втім значну частину часу магарджи Венги перебували у залежності у сусідів. Спочатку від Раштракутів. Лише за правління володарів Віджаядітьї II й Віджаядітьї III у 830–840 роках вдалося завдати відчутної поразки Раштракутам й повернути незалежність. В цей же здійснено успішні походи на південь проти Гангів та Чола.
Втім держава не відзначалася внутрішньою стабільністю. Протягом майже усієї історії відбувалися часті війни за владу між родичами. Водночас владу магараджів обмежували впливові аристократи, що володіли значними маєтками.
Новий занепад пов'язаний з наступом держави Чола у 980-990-х роках за час правління Раджараджи I. За правління іншого Чоли — Раджендри I. У 1018 році розпочалася війна між претендентами на трон Східних Чалук'їв між Віджаядітья VI та Раджараджа Нарендра. Першого підтримав Ясімха II, махараджа Західних Чалук'їв, другого — Раджендра I, який відправив армію на підтримку небожу (Раджараджи Нарендрі), а іншу проти держави Ясінхи II, якого було переможено у битві при Маскі. Після цього армія Чола завдала нищівної поразки ворогам у битві при Колліпаккаї (біля Ман'якхети, столиці Західних Чалук'їв). У 1022 році Раджендра I коронував Раджараджу Нарендру володарем Венги.
З цього моменту помітний вплив на адміністративні справи з боку Чола. Володарі Східних Чалук'їв провели реформи у відповідності з чоласькими — територія було поділено на провінції, запроваджено державні посади, став призначатися співволодар (ювараджа) за життя основного правителя для мирного переходу влади.
З цього моменту Східні Чалук'ї стали залежними від Чола. Водночас їхні стосунки забезпечували династичними угодами. В результаті цього у 1189 році держави Чола та Східних Чалук'їв об'єдналися в єдину імперію.

## Культура
Представники династії зробили значний внесок у розвиток літератури мовою телугу, також було запроваджено офіційний документообіг також мовою телугу (окрім санскриту та каннада). Особливо вагома роль у цих подіях магараджихіраджи Віджаядітьї II. Його правління відомо видатним поетом й перекладачем Нанная Бхаттараки, який переписав епос Махабхарата мовою телугу.
З час Віджаядітьї II також пов'язують початок бурхливого розвитку будівництва, розбудови міст, зведення численних шиваїстських храмів. Лише за його правління зведено близько 108 храмів. Мистецтво Східних Чалук'їв під впливом Чалук'я, Паллавів, Чола виробила власний архітектурний стиль (особливо у скульптурному прикрашенні святинь, храмів). Найвідомішими є храми Картикеї (м. Віджаявада), Дракшарама, Бхімарам (м. Самалкот), три меморіали у м. Каліндіді.

## Володарі
- Кубджа Вішну-вардхан I (624–641)
- Джаясімха I (641–673)
- Індра (673)
- Вішну-вардхан II (673–682)
- Мангей Ювараджа (682–706)
- Джаясімха II (706–718)
- Коккілі (718–719)
- Вішну-вардхан III (719–755)
- Віджаядітья I (755–772)
- Вішну-вардхан IV (772–808)
- Віджаядітья II (808–847)
- Вішну-вардхан V (847–849)
- Віджаядітья III (849–892)
- Чалук'я Бхіма I (892–921)
- Віджаядітья IV (921)
- Амма I (921–927)
- Вішну-вардхан VI (921–927)
- Віджаядітья V (927)
- Тадапа (927)
- Вікрамадітья II (927–928)
- Чалук'я Бхіма II (928–929)
- Юддха Малла II (929–935)
- Чалук'я Бхіма III (935–947)
- Вішну-вардхан VII (935–947)
- Амма II (947–970)
- Данарнава (970–973)
- Джата Чода Бхіма (973–999)
- Шакті-варман I (999–1011)
- Вімаладітья (1011–1018)
- Вішну-вардхан VIII (1018–1061)
- Шакті-варман II (1062)
- Віджаядітья VII (1063–1068, 1072–1075)
- Раджараджа II (1075–1079)
- Вішну-вардхан IX (1079–1102)

З часів Кулотхунґи Чоли I мали титул володаря Чола й Венги. Остаточно припинила існування за паракесарі Кулотхунґи Чоли III